# Le Triomphe de Robin des Bois
Pour plus de détails, voir Fiche technique et Distribution.
Le Triomphe de Robin des Bois (Il trionfo di Robin Hood) est un film de cape et d'épée italien réalisé par Umberto Lenzi et sorti en 1962.
Basé sur la légende de Robin des Bois, le film est plus directement inspiré du roman Le prince des voleurs d'Alexandre Dumas publié en 1872.

## Synopsis
Alors que le roi Richard poursuit sa campagne en Terre Sainte, ses plus loyaux sujets de retour en Angleterre sont menés par Robin des Bois. Ensemble, les sujets de Richard s'unissent pour résister vaillamment au Baron Elwin, le Shérif de Nottingham qui cherche à améliorer sa position auprès de Prince Jean.
La troupe de Robin des Bois mènent d'abord avec succès une guérilla faites d'embuscades et de pillages, mais quand Elwin forme une alliance avec le comte Goodman et Sir Tristan de Goldsborough, les choses tournent mal pour Robin et ses partisans.

## Fiche technique
- Titre français : Le Triomphe de Robin des Bois ou Les Compagnons de la forêt[2]
- Titre original italien : Il trionfo di Robin Hood[3]
- Réalisation : Umberto Lenzi
- Scénario : Moraldo Rossi (it), Giancarlo Romitelli d'après le roman Le prince des voleurs d'Alexandre Dumas publié en 1872.
- Photographie : Angelo Filippini
- Montage : Nella Nannuzzi
- Musique : Aldo Piga
- Décors : Giuseppe Ranieri
- Costumes : Giorgio Desideri
- Maquillage : Otello Fava
- Production : Tiziano Longo
- Société de production : Buona Vista Produzione Italiana Film
- Pays de production :  Italie
- Langue originale : italien
- Format : Couleur par Eastmancolor • 2,35:1 • Son mono • 35 mm
- Durée : 86 minutes (1 h 26)
- Genre : Film de cape et d'épée
- Dates de sortie :
  - Italie : 15 septembre 1962
  - France : 5 juillet 1963

## Distribution
- Don Burnett : Robin des Bois
- Gia Scala : Anna
- Germano Longo : Alain Clare, duc d'York
- Arturo Dominici : Baron Elwin, shérif de Nottingham
- Vincenzo Musolino : Guillaume le Maréchal
- Vinicio Sofia : sir Tristan de Goldsborough
- Enrico Luzi (en) : Sgombro
- Gaia Germani : Isabelle
- Samson Burke : Petit Jean
- Daniela Igliozzi : Madeleine
- Edda Ferronao : Giovanna McLeach
- Gianni Solaro : Goodman
- Giovanni Pazzafini : Pierre le Noir
- Furian Maks : sir Guido
- Dijakovic Jurica
- Mauro Mannatrizio : Un archer
- Urhovec Janez: John Lackland
- Gerard Philippe Noel : Le roi Richard Ier d'Angleterre